# 木管
| ウィキペディアには「木管」という見出しの百科事典記事はありません（タイトルに「木管」を含むページの一覧/「木管」で始まるページの一覧）。 代わりにウィクショナリーのページ「木管」が役に立つかもしれません。 |